# Australian Championships 1957
Gli Australian Championships 1957 (conosciuto oggi come Australian Open) sono stati la 45ª edizione degli Australian Championships e prima prova stagionale dello Slam per il 1957. Si è disputato dal 18 al 28 gennaio 1957 sui campi in erba del Kooyong Stadium di Melbourne in Australia. Il singolare maschile è stato vinto dall'australiano Ashley Cooper, che si è imposto sul connazionale Neale Fraser in 4 set. Il singolare femminile è stato vinto dalla statunitense Shirley Fry Irvin, 
che ha battuto la connazionale Althea Gibson in 2 set. Nel doppio maschile si è imposta la coppia formata da Lew Hoad e Neale Fraser, mentre nel doppio femminile hanno trionfato Althea Gibson e Shirley Fry Irvin. Il doppio misto è stato vinto da Fay Muller e Malcolm Anderson.

## Risultati

### Singolare maschile
Ashley Cooper ha battuto in finale  Neale Fraser  6-3, 9-11, 6-4, 6-2

### Singolare femminile
Shirley Fry Irvin ha battuto in finale  Althea Gibson  6-3, 6-4

### Doppio maschile
Neale Fraser /  Lew Hoad hanno battuto in finale  Malcolm Anderson /  Ashley Cooper, 6-3, 8-6, 6-4

### Doppio femminile
Althea Gibson /  Shirley Fry Irvin hanno battuto in finale  Mary Bevis Hawton /  Fay Muller, 6-2, 6-1

### Doppio misto
Fay Muller /  Malcolm Anderson hanno battuto in finale  Jill Langley /  Billy Knight, 7-5, 3-6, 6-1